# Guaitil (Costa Rica)
Guaitil es un distrito del cantón de Acosta, en la provincia de San José, de Costa Rica.

## Historia
Guaitil nació con la fundación del cantón en 1910, y por muchos años su extensión territorial fue de 42,23 km², hasta que un ordenamiento anterior al censo del año 2000 le daría la extensión territorial actual.

## Ubicación
Se ubica en el centro-norte del cantón, y limita al norte con el distrito de Palmichal y el cantón de Mora, al oeste con el cantón de Puriscal, al sur con los distritos de Sabanillas y Cangrejal y al este con el distrito de San Ignacio.

## Geografía
Guaitil cuenta con un área de 43,99 km² y una altitud media de 1030 m s. n. m.

## Demografía
Para el año 2022, Guaitil cuenta con una población estimada de 2769 habitantes, y para el último censo efectuado, en 2011, Guaitil contaba con una población de 2406 habitantes.

## Localidades
- Poblados: Alto Sierra, Alto Vigía, Bajo Arias, Bajo Bermúdez, Bajo Calvo, Bajo Cárdenas, Bajo Moras, Coyolar, Hondonada, La Cruz, Lagunillas (parte), Ococa, Toledo, Zapote.

## Transporte

### Carreteras
Al distrito lo atraviesan las siguientes rutas nacionales de carretera:
- Ruta nacional 301

## Cultura

### Educación
Ubicadas propiamente en el distrito de Guaitil se encuentran los siguientes centros educativos:
- Escuela Braulio Castro Chacón
- Escuela Central de Guaitil
- Escuela de Bajo Los Arias
- Escuela de La Cruz
- Escuela de Lagunillas
- Escuela de Toledo
- Escuela Isabel La Católica
- Escuela Luis Aguilar
- Unidad Pedagógica La Cruz

## Concejo de distrito
El concejo de distrito de Guaitil vigila la actividad municipal y colabora con los respectivos distritos de su cantón. También está llamado a canalizar las necesidades y los intereses del distrito, por medio de la presentación de proyectos específicos ante el Concejo Municipal. El presidente del concejo del distrito es el síndico propietario del partido Liberación Nacional, Ebert Azofeifa Castro.
El concejo del distrito se integra por:
| #                       | Partido                         | Nombre                             |
| Síndico propietario     | Síndico propietario             | Síndico propietario                |
| ----------------------- | ------------------------------- | ---------------------------------- |
| 1                       | Partido Liberación Nacional     | Ebert Azofeifa Castro              |
| Síndico suplente        |                                 |                                    |
| 2                       | Partido Liberación Nacional     | Shirley Cascante Vargas            |
| Concejales propietarios |                                 |                                    |
| 3                       | Partido Liberación Nacional     | Fabián Francisco Bermúdez Sibaja   |
| 4                       | Partido Liberación Nacional     | Alis Virginia Azofeifa Esquivel    |
| 5                       | Partido Acción Ciudadana        | Liliana Martitza Fallas Castro     |
| 6                       | Partido Unidad Social Cristiana | Grace del Carmen Mora Sibaja       |
| Concejales suplentes    |                                 |                                    |
| 7                       | Partido Liberación Nacional     | Marilú Abarca Fallas               |
| 8                       | Partido Liberación Nacional     | Carlos Gerardo Castro Chinchilla   |
| 9                       | Partido Acción Ciudadana        | Diego Alonso Chinchilla Chinchilla |
| 10                      | Partido Unidad Social Cristiana | Carlos Enrique Cascante Corrales   |